# Ālbū Şayyād
Ālbū Şayyād (persiska: آلبو صیّاد) är en ort i Iran.   Den ligger i provinsen Khuzestan, i den västra delen av landet, 500 km sydväst om huvudstaden Teheran. Ālbū Şayyād ligger 25 meter över havet och antalet invånare är 410.
Terrängen runt Ālbū Şayyād är platt, och sluttar söderut. Runt Ālbū Şayyād är det ganska tätbefolkat, med 144 invånare per kvadratkilometer. Närmaste större samhälle är Ḩamīdīyeh, 2,4 km söder om Ālbū Şayyād. Trakten runt Ālbū Şayyād består till största delen av jordbruksmark.